# سن-نیکولا-ل-سیتو
سن-نیکولا-ل-سیتو (به فرانسوی: Saint-Nicolas-lès-Cîteaux) یک کمون در فرانسه با جمعیت ۴۵۴ نفر است که در Canton of Nuits-Saint-Georges واقع شده‌است.